# Первомайська (Ірбітський міський округ)
Первома́йська (рос. Первомайская) — присілок у складі Ірбітського міського округу Свердловської області.
Населення — 142 особи (2010, 185 у 2002).
Національний склад населення станом на 2002 рік: росіяни — 92 %.